# Kobiety dla Przyszłości
Kobiety dla Przyszłości (ukr. Жінки за Майбутнє) – feministyczna partia polityczna na Ukrainie.
W wyborach do Rady Najwyższej w 2002 roku uzyskała 2,11% głosów, nie zdobywając miejsca w parlamencie. W kolejnych wyborach startowała w ramach Opozycyjnego Bloku NIE TAK!, który zdobył 1,01% głosów.